# Станислав Крайовски
Станислав Пашов Крайовски е български офицер (генерал-майор), командир на 1-ва пехотна дивизия.

## Биография
Станислав Крайовски е роден на 1 май 1885 г. в София. През 1906 г. завършва Военното училище в София, на 19 септември е произведен в чин подпоручик. През военната си кариера командва последователно 6-и пехотен полк, 27-и пехотен чепински полк, 11-и пехотен полк, 8-и пехотен полкм 2-ра пехотна допълняюща част и отново в 6-и пехотен търновски полк.
На 22 септември 1909 г. е произведен в чин поручик, на 5 август 1913 г. в чин капитан, на 20 юли 1917 г. в чин майор, и на 28 август 1920 г. в чин подполковник.
През 1923 г. е назначен за инспектор на класовете в Жандармерийската школа, а през 1925 за Началник секция в канцеларията на Министерство на Войната. През 1928 г. е произведен в чин полковник. От 1929 г. е командва 6-и пограничен сектор, а през 1931 г. е назначен за ревизор в Главното интендантство. През 1934 г. е назначен за командир на 1-ва пехотна софийска дивизия.
През 1935 г. е произведен в чин генерал-майор и преминава в запаса.

## Военни звания
- Подпоручик (19 септември 1906)
- Поручик (22 септември 1909)
- Капитан (5 август 1913)
- Майор (20 юли 1917)
- Подполковник (28 август 1920)
- Полковник (1928)
- Генерал-майор (1935)